# 圣文生圣殿 (阿维拉)

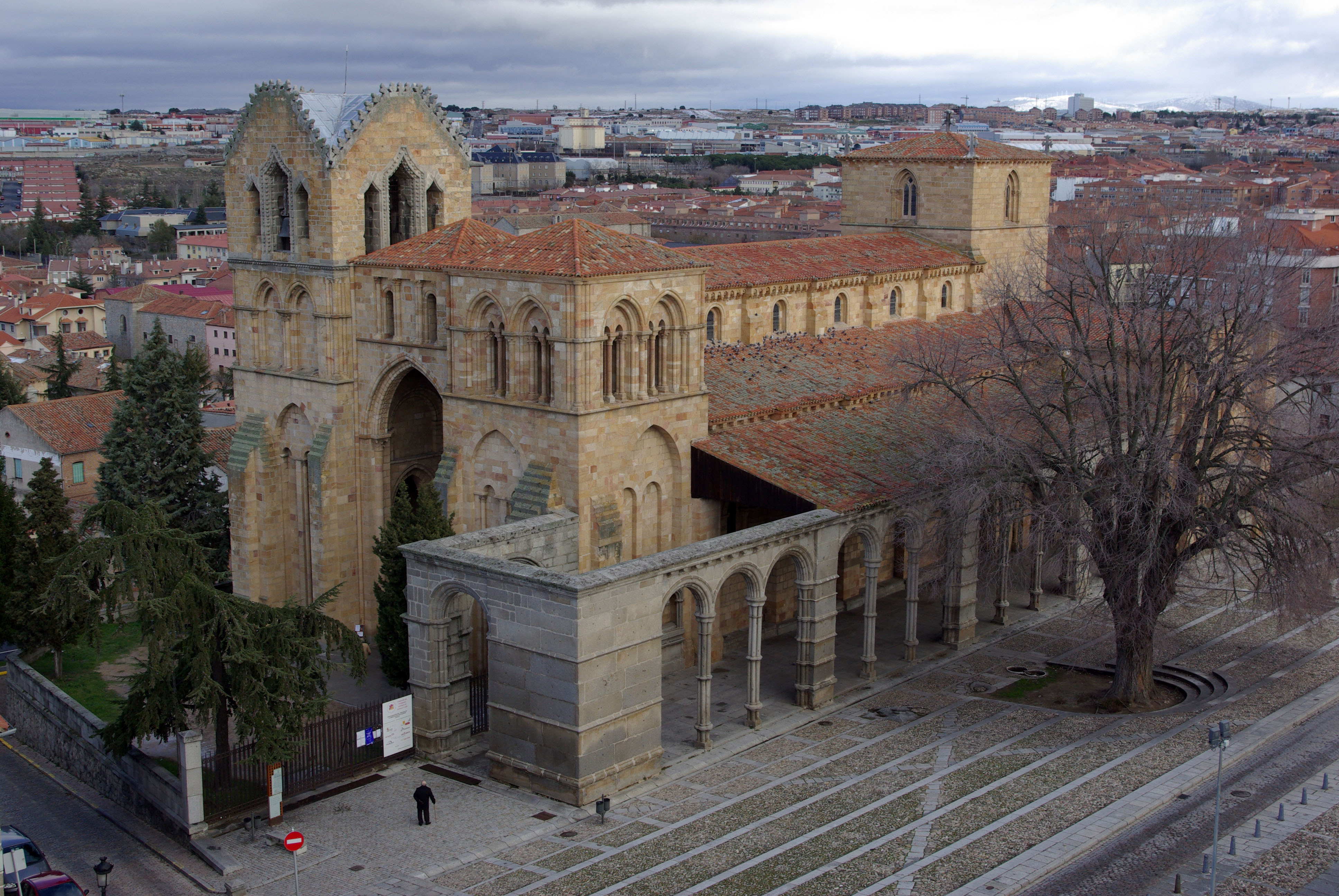
圣文生圣殿

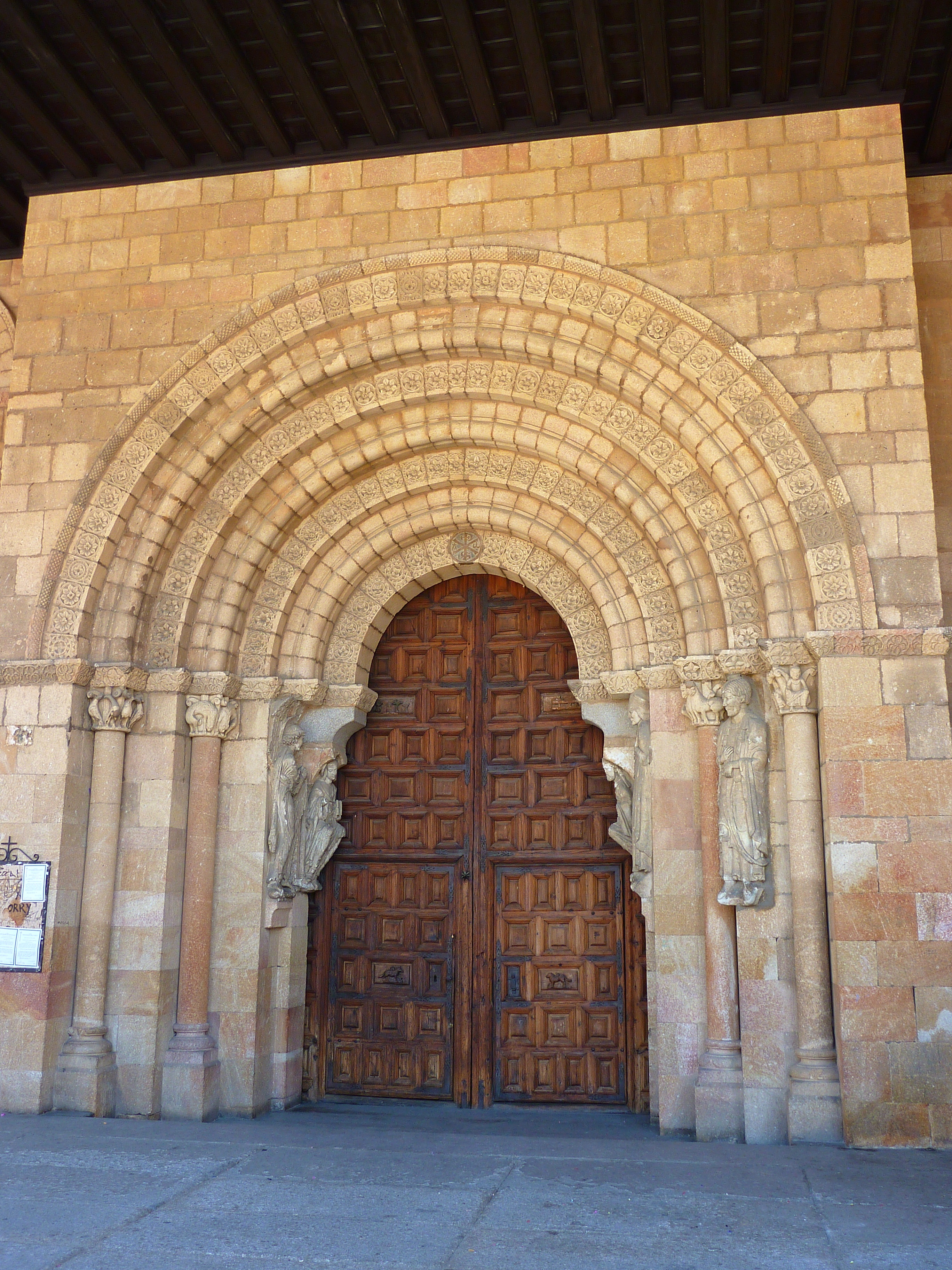
南门

圣文生圣殿（Basilica de San Vicente，全名Basilica de los Santos Hermanos Mártires, Vicente, Sabina y Cristeta）是西班牙阿维拉的一座教堂。它是西班牙最佳的罗马式建筑之一。

## 历史
据传说，在罗马皇帝戴克里先统治期间，文生等三位基督徒在此殉道。他们的尸体被埋在岩石里，后来在他们的坟墓上建了一座教堂。在1062年他们的遗骸迁移到布尔戈斯的圣伯多禄修道院，后来，在1175年又回到阿维拉，并在此建造新的教堂。工程一再停止或放慢，多亏阿方索十世和桑乔四世支持，才得以在十四世纪完成。
教堂外观最引人注目的是装饰精美的西门和南门。在内部, 最吸引人的是殉道圣人的彩色纪念碑。这是最好的罗马式雕塑之一。
该堂是使用附近的拉科利利亚采石场的岩石建造。这种岩石被称为砂岩，实际上是分解花岗岩。建筑师 Giral Fruchal，正是他将哥特式建筑风格从法国引进了西班牙。
圣文生堂为拉丁十字平面，有一个中殿两个走道，结束于半圆形后殿。